# Nujood Ali
Nujood Ali (født 1998) er en frontfigur i kampen mod tvangsægteskaber i Yemen. Hun opnåede i en alder af kun ti år en skilsmisse fra en mand på tre gange hendes alder, Faez Ali Thamer. Han havde uden at bryde den yemenitiske lovgivning voldtaget og tævet Nujood Ali, bl.a. fordi der ikke er nogen seksuel lavalder i Yemen. Advokaten Shada Nasser førte Alis sag, og de to blev i 2008 tildelt det amerikanske blad Glamours pris som årets kvinder.